# Darwin (fumetto)
Darwin è il nome di due opere edite dalla casa editrice Sergio Bonelli Editore. La prima è il settimo romanzo pubblicato all'interno della collana Romanzi a fumetti Bonelli nel 2012 mentre la seconda è una miniserie in otto albi pubblicata nel 2019 all'interno dell'etichetta editoriale Audace che ne è il seguito diretto.

## Storia editoriale
Il fumetto è nato da una idea di Luigi Piccatto, avuta sul finire del 2008, che presentò sotto forma di miniserie a Mauro Marcheselli nel 2009. Nel 2010 la casa editrice Bonelli approva il progetto, ma come romanzo grafico della cui sceneggiatura si sarebbe occupata Paola Barbato.
La sceneggiatrice ha scritto un nuovo soggetto-base per poi scrivere la sceneggiatura parallelamente alla fase di disegno in modo da combinarsi con le suggestioni del collega disegnatore e con la sua conoscenza completa degli eventi, dei personaggi e delle ambientazioni. Paola Barbato ha affermato: Insomma, è stata una sceneggiatura "in divenire". Nella realizzazione delle tavole Piccatto si è occupato delle matite e del ripasso a china dei personaggi, Renato Riccio si è occupato della definizione e del ripasso degli scenari mentre Matteo Santaniello dei neri e degli "effetti speciali".
Darwin viene pubblicato nel 2012 come settima uscita della collana Romanzi a fumetti Bonelli caratterizzato da un finale che non porta a conclusione la storia, concepita come molto ampia e di cui il romanzo copre solo la parte ambientata a Parigi, lasciando, nelle intenzioni degli autori, ad un secondo romanzo il compito di completarla.
Il seguito viene poi inizialmente proposto come una delle "mini-miniserie" annunciate nel 2015 per trovare infine collocazione sotto l'etichetta Audace annunciata nel 2017. Il prosieguo diviene una miniserie in otto albi da sessantaquattro pagine sceneggiate questa volta da Michele Masiero mentre i disegni sono sempre realizzati da Piccatto con la collaborazione di Riccio e Santaniello, venendo pubblicata da giugno 2019 e gennaio 2020.
Tra le fonti di ispirazione per questo fumetto Piccatto cita i discorsi dell'epoca sulle previsioni apocalittiche dei Maya che gli hanno riportato alla mente il romanzo Profezie dei Maya di Gilbert e Cotterel, i videogiochi come Fallout, Rage e Metro: Last Light, Le Dernier Combat di Luc Besson, Akira di Katsuhiro Ōtomo, Mondo Mutante di R. Corben e Jeremiah di Hermann Huppen.
Luigi Piccatto ha affermato in un'intervista: L'idea era di raccontare in presa diretta gli avvenimenti, la catastrofe mentre avviene attraverso gli occhi di un piccolo gruppo di studenti universitari con una dinamica alla "Cloverfield" mentre in un'altra: Volevo raccontare il disastro attraverso gli occhi di chi lo vive evitando di "spiegare" troppo, proprio come accade a chi viene travolto da eventi molto al di là del proprio campo visivo e di cui non può conoscere la genesi. [...] Parigi semidistrutta è uno scenario per la crescita, soprattutto spirituale, di Kent a opera di Kinja che come maestro guiderà il ragazzo attraverso questo radicale cambio di priorità esistenziali. Chieko, Arachne, Zen, Ryan, tutti messi di fronte ad una nuova esistenza per affrontare la quale bisogna risolvere i propri fantasmi.

## Trama
La sera del 21 dicembre 2012 Kent Darwin, laureando alla Sorbona di origine irlandese, si trova in un locale parigino con la sua fidanzata Chieko e altri studenti quando all'improvviso una pioggia di meteoriti inizia a cadere dal cielo notturno, seminando morte e distruzione. Il ragazzo si ritrova separato dal gruppo e tenta di mettersi in salvo, rimando ferito. Trascinato dalle acque della Senna, straripate a causa di uno dei meteoriti, giunge fino alla sua università dove riesce ad arrampicarsi sulla facciata dell'edificio e a salire su una terrazza. Stremato perde i sensi, l'ultimo pensiero rivolto a Chieko, ma una volta risvegliatosi si ritrova in una zona completamente diversa e grazie a Yasmina, una donna a cui Darwin presta soccorso, scopre che sono passati più di quattro mesi dalla notte del disastro.
Parlando con la donna e muovendosi tra le strade semideserte e devastate di Parigi, Darwin scopre come la società si sia disfatta dopo un primo momento di sostegno reciproco e come siano nati diversi gruppi violenti che si sono spartiti le zone della città. Deciso a raggiungere la Sorbona con la speranza di trovarvi Chieko, Yasmina conduce il ragazzo presso il Parc Suzanne Lenglen, un territorio considerato neutrale dove un aereo di linea è stato convertito in rifugio e intorno al quale si è formato un accampamento. Durante la notte Darwin scopre che all'interno della stiva sono tenute prigioniere numerose persone e capisce che quel posto è un covo dei Goriots, un gruppo che ha interpretato la catastrofe come un'occasione di rinascita e per tal motivo riunisce giovani uomini e donne con l'obbiettivo di ripopolare la Terra. Il ragazzo si dà alla fuga, ma viene ostacolato da uno dei Goriots che viene però ucciso da un colpo d'arma da fuoco; non capendo chi possa aver sparato, una volta uscito all'aperto scopre che qualcuno ha fatto una strage dei presenti e la stessa Yasmina è stata uccisa nel suo letto.
Abbandonato il campo, Darwin ritrova un grosso cane che in precedenza aveva visto cibarsi di un cadavere. Seguendolo, si imbatte in un misterioso giapponese armato di katana che sembra essere il colui che lo ha aiutato a fuggire dall'aereo. L'uomo gli mostra che Yasmina gli ha mentito su molte cose e si offre di fargli da guida. Darwin è dubbioso, ma seguendolo scopre che l'uomo sa della sua intenzione di raggiungere la Sorbona per cercare Chieko e che lo tenuto d'occhio da ben prima di quella notte. Seppur pieno di domande, Darwin decide di seguirlo in cambio della promessa di ricevere risposte da parte dell'uomo, inoltrandosi quindi in un tunnel della metropolitana di Parigi che secondo il giapponese consente loro una certa sicurezza, molto più che all'aperto durante il giorno. Nel tunnel, Darwin trova i cadaveri delle persone annegate durante l'esondazione della Senna ed è costretto a scontrarsi con coloro che hanno deciso di vivere sottoterra in seguito al cataclisma, venendo costretto ad uccidere per difendersi. Usciti alla fermata di Saint Michel i due proseguono fino al Louvre e durante il viaggio Darwin scopre che sulle sue tracce ci sono degli uomini intenzionati a catturarlo vivo per motivi che ignora.
Il giapponese, che rivela di chiamarsi Kinja, gli spiega che per raggiungere il suo scopo deve diventare un guerriero, imparare l'arte della sopravvivenza, cosa che è deciso ad insegnarli una volta trovato rifugio presso il Louvre dove gli insegna a tirare di spada, essendo un'arma che contrariamente alle pistole e ai fucili non si scarica.
Ripreso il cammino, i due giungono al locale dove Darwin si trovava con i suoi amici la notte del 21 dicembre e con sua grande sorpresa trova una di loro, Arachne che gli racconta cosa è successo dopo essersi separati: guidati da Zen, un assistente universitario loro amico, sono entrati nel bunker sperimentale da lui gestito presso l'università e vi hanno trovato un rifugio sicuro fornito di tutto il necessario, ma nei giorni successivi Chieko non si dava pace non sapendo dove si trovasse il fidanzato e per questo, nonostante i pareri contrari degli altri, organizza delle spedizioni di ricerca. In una di queste, però Arachne viene rapita da un gruppo di esaltati che la tengono prigioniera per giorni, torturandola e abusando di lei. Un giorno non trovò nessuno a farle da guardia e riuscì a scappare, solo per vedere Chieko finire catturata a sua volta.
Darwin vuole liberarla ad ogni costo, seppure l'accampamento dei loro nemici all'esterno della Sorbona sia circondato da un reticolato elettrico e siano superiori per armi e uomini. A quel punto Kinja lo conduce insieme ad Arachne presso una sua armeria allestita all'interno del Pantheon; vengono anche raggiunti da Ryan, un collaboratore di Kinja, e Sally una giovane ragazza che il giapponese gli aveva chiesto di trovare. I cinque si armano di tutto punto e, riusciti con un inganno a farsi aprire il cancello d'entrata, fanno irruzione. All'interno dell'università trovano una spettacolo macabro: gabbie, cumoli di cadaveri di persone uccise in quelli che appaiono come riti sacrificali, vittime di tortura e resti umani. Alcuni degli esaltati riescono a fuggire facendosi scudo con Chieko che viene infine lasciata ai suoi amici.
La ragazza è ferita e sfinita, ma quando sente il nome di Kinja ha un accesso di furia, urlandogli contro e chiedendogli cosa ci facesse lì. Nello stupore generale Chieko rivela che l'uomo è il suo odiato padre, membro della mafia giapponese e ritenuto da lei fonte di suoi traumi. Kinja conferma ogni cosa, come pure che ognuno di loro è speciale, dotato di particolari abilità, e che è il motivo per cui sono stati scelti, perché si trovano insieme. Preoccupati per le condizioni di Chieko, il gruppo raggiunge il bunker di Zen dove vengono bene accolti. Kinja a quel punto decide di raccontare: Sarkis, il rettore della Sorbona, aveva fatto sì che loro venissero riuniti presso la Sorbona e aveva convinto Kinja a proteggerli. L'uomo non è a conoscenza di tutti i particolari, ma Sarkis sapeva che qualcosa sarebbe successo, qualcosa che avrebbe sconvolto il mondo, e che i ragazzi da lui riuniti sarebbero dovuti essere protetti per il bene di tutti.
Coloro che si trovano sulle loro tracce sono dei nemici di Sarkis, che hanno ucciso successivamente il giorno del cataclisma e sono alla ricerca di qualcosa chiamato "il motore del mondo" che pensano sia custodito dai ragazzi riuniti dal rettore, avendolo domandato ad Arachne e Chieko durante le torture. Zen, il quale negli ultimi mesi ha scoperto che i meteoriti erano frammenti formatisi in seguito alla distruzione della Luna, dice di conoscere una leggenda sul misterioso "motore" che risale ai tempi di Atlantide e Mu, che spiega come tale artefatto permetta al genere umano di sopravvivere ai ciclici "reset" che il pianeta Terra scatenerebbe per la propria sopravvivenza, in quanto anch'esso essere vivente.
Passata la notte a riprendersi dalle fatiche, Kinja è intenzionato a raggiungere un luogo sicuro con i suoi protetti finalmente riuniti, ma viene convinto da Zen a non abbandonare gli altri studenti presenti nel bunker, dimostrandogli di essere anche lui un uomo di Sarkis e di aver difeso a sua volta due dei ragazzi da lui riuniti, Olaf e Lizard. Giungono quindi presso un garage contenente diversi veicoli approntato in precedenza dal giapponese e tutti collaborano per blindare un bus e un'altra vettura che trasportino i passeggeri non previsti. Durante la notte seguente, Darwin scopre che Kinja ha un cancro incurabile che lo sta conducendo alla morte e che il motivo per cui lui e gli altri non ricordano nulla del periodo successivo al 21 dicembre è perché sono stati messi in coma farmacologico dall'organizzazione di cui Sarkis fa parte, i "New Saints". Kinja gli rivela anche la loro destinazione, Bugarach, nel sud della Francia. Nel mentre Chieko e Arachne fuggono con una jeep, abbandonando il resto del gruppo.
All'alba la carovana si mette in moto, ma cade in un'imboscata tesa dai loro nemici, da cui riescono a fuggire solo Darwin e Kinja. A tradirli è stato proprio Zen, con la complicità di Olaf, rivelandosi come parte dell'organizzazione intenzionata ad impossessarsi del "motore del mondo" per ottenere il controllo sul pianeta ed eliminare i New Saints che intanto stanno portando a Bugarach altri "ragazzi Indaco". Ryan, riuscito a fuggire durante il trasferimento al quartier generale nemico, si riunisce a Darwin e Kinja che si erano messi sulle tracce dei loro assalitori dopo essere tornati sul luogo dell'imboscata e aver recuperato Olaf rimasto privo di sensi bloccato sul bus, informandoli del tradimento di Zen. Insieme decidono di dirigersi a Bugarach per anticipare i loro nemici e portare avanti la missione di cui sono stati investiti ovvero guidare i sopravvissuti alla catastrofe e impedire il reset, di cui i fatti del 21 dicembre sono stati solo un'avvisaglia.

## Personaggi
- Darwin Kent: studente irlandese alla Sorbona, sta per laurearsi e progetta di sposarsi con la sua fidanzata per poi trasferirsi negli Stati Uniti per avviare la sua carriera di giornalista. Impulsivo e avventato, Darwin viene separato dal resto del suo gruppo di amici durante la catastrofe venendo salvato da Kinja. Intenzionato ad avere risposte su ciò che gli è accaduto e su se stesso, e spinto dall'amore per Chieko che vuole ritrovare, Darwin accetta di seguire Kinja e i suoi metodi, divenendogli alla fine immensamente grato. È uno degli Indaco, ragazzi dotati di abilità che sono stati riuniti presso la Sorbona in vista della catastrofe del 21 dicembre 2012, e il terzo ad essersi risvegliato in seguito al coma farmacologico a cui lui, Arachne, Ryan e Sally erano stati sottoposti
- Chieko Ikeda: studentessa giapponese alla Sorbona, è la fidanzata di Darwin. Tormentata dal suo rapporto con il padre e dal suo passato, all'inizio della catastrofe riesce a trovare rifugio presso un bunker sperimentale presso l'università insieme ad altri studenti, rimanendo però separata dal fidanzato. Non dandosi pace, Chieko organizza spedizioni per mettersi alla sua ricerca venendo però catturata da alcuni fanatici che la torturano e seviziano venendo infine liberata da Darwin, Kinja e il loro gruppo. Ha una forte intesa con la sua amica Arachne con cui decide di separarsi dal gruppo principale una volta abbandonato definitivamente il bunker. È una degli Indaco, ragazzi dotati di abilità che sono stati riuniti presso la Sorbona in vista della catastrofe del 21 dicembre 2012
- Kinja Ikeda: membro della Yakuza, è il padre di Chieko e fidato collaboratore del rettore Sarkis di cui porta avanti il piano per la protezione degli Indaco in previsione della catastrofe che avrebbe colpito la Terra. Di poche parole e stoico, Kinja è un letale assassino, temibile con la katana quanto con le armi da fuoco, diventa l'addestratore e la guida dei ragazzi. Malato di cancro, non teme la morte, ma solo la possibilità di non riuscire a portare a termine la missione affidatagli da Sarkis prima che essa avvenga. Come documentazione per scrivere gli scarni dialoghi del personaggio, Luigi Piccatto ha dato a Paola Barbato il libro La ruota del tempo di Carlos Castaneda[2].
- Arachne: studentessa della Sorbona, è amica di Chieko e Darwin e come loro una Indaco, la prima a risvegliarsi tra quelli che erano stati sottoposti al coma farmacologico. Definita come di carattere dolce da Darwin a causa agli eventi iniziati con il cataclisma subisce una trasformazione caratteriale, diventando dura e cinica, arrivando a disinteressarsi degli altri che non siano i suoi compagni. Durante una spedizione voluta da Chieko per trovare Darwin, viene infatti catturata da un gruppo di fanatici che la seviziano e torturano fino a quando non la lasciano andare. Arachne ha un forte legame con Chieko ed è con lei che decide di andarsene lasciando il gruppo principale dopo l'inizio del viaggio verso Bugarach.
- Ryan: studente di medicina alla Sorbona, di origine africana, spiritoso e dal fisico muscoloso, è il secondo degli Indaco protetti da Kinja a risvegliarsi dal coma farmacologico, venendo addestrato dal giapponese all'uso di ogni tipo di arma. Riunitosi tempo dopo al suo maestro, viene incaricato di recuperare Sally, una giovane Indaco, di cui si prende cura come fosse una sorella minore per poi partecipare alla missione per liberare la figlia di Kinja, Chieko, da un gruppo di fanatici che l'avevano catturata. Dopo che il gruppo principale si è separato anche a causa del tradimento di Zen, Ryan parte con Kinja e Darwin alla volta di Bugarach, luogo in cui il giovane spera di trovare le risposte alle domande sorte in seguito agli eventi del cataclisma planetario.
- Sally: è la più giovane del gruppo dei ragazzi Indaco protetti da Kinja e l'ultima a risvegliarsi dal coma farmacologico a cui erano stati sottoposti la notte del 21 dicembre 2012. Dopo il suo risveglio viene trovata e tratta in salvo da Ryan che diventa per lei una sorta di fratello maggiore. Si unisce a Darwin, Arachne e Kinja per salvare Chieko. Il giorno della partenza per Bugarach viene fatta prigioniera insieme a molti altri dai fanatici guidati da Zen venendo così separata dal resto del gruppo.
- Sarkis: l'enigmatico rettore della Sorbona, fa parte di una misteriosa organizzazione, i "New Saints", che è a conoscenza dell'arrivo di una imminente catastrofe planetaria. Consapevole che essa è solo l'ultima di un ciclo iniziato in tempi antichissimi e che non possa essere evitata, Sarkis mette in atto un piano che prevede di riunire e addestrare un gruppo di giovani dotati di incredibili abilità, gli Indaco, affinché possano guidare l'umanità verso un nuovo futuro dopo la distruzione portata dal cataclisma. Sarkis convince il padre di una di essi, Kinja Ikeda, a collaborare con lui, affidandogli la missione di proteggere e addestrare gli Indaco. Una volta iniziata la pioggia di meteore, Sarkis decide di farsi da parte per il bene del piano, facendosi uccidere dai nemici dei New Saints che vogliono il potere degli Indaco per i loro scopi.
- Zen: conosciuto presso la Sorbona come assistente universitario dedito ad un bunker sperimentale, è in realtà un membro di spicco di una organizzazione segreta che punta al dominio globale. Venuto a sapere della catastrofe imminente, del piano del rettore Sarkis sugli Indaco e di un leggendario "Motore del mondo" ad essi collegato, decide di volersene impossessare. La notte del 21 dicembre quando inizia la pioggia di meteore, offre rifugio presso il suo bunker ad un folto gruppo di studenti, tra i quali alcuni Indaco, e fa uccidere il rettore. Il suo piano è però ostacolato da Kinja che porta avanti la missione del defunto Sarkis proteggendo e addestrando gli Indaco.

## Pubblicazioni

### Romanzo grafico
| Data        | Titolo | Soggetto       | Sceneggiatura | Disegni                                                                    | Copertina      | N. Romanzi a fumetti Bonelli |
| ----------- | ------ | -------------- | ------------- | -------------------------------------------------------------------------- | -------------- | ---------------------------- |
| Giugno 2012 | Darwin | Luigi Piccatto | Paola Barbato | Luigi Piccatto con la collaborazione di Renato Riccio e Matteo Santaniello | Luigi Piccatto | 7                            |

### Miniserie
| Nr. | Data           | Titolo                   | Soggetto e sceneggiatura | Disegni e copertine                                | N. Collana Orient Express |
| --- | -------------- | ------------------------ | ------------------------ | -------------------------------------------------- | ------------------------- |
| 1   | Giugno 2019    | Destini incrociati       | Michele Masiero          | Luigi Piccatto, Renato Riccio e Matteo Santaniello | 8                         |
| 2   | Luglio 2019    | Morire e nascere         | Michele Masiero          | Luigi Piccatto, Renato Riccio e Matteo Santaniello | 9                         |
| 3   | Agosto 2019    | Richiami di sangue       | Michele Masiero          | Luigi Piccatto, Renato Riccio e Matteo Santaniello | 10                        |
| 4   | Settembre 2019 | Di aquile, cigni e corvi | Michele Masiero          | Luigi Piccatto, Renato Riccio e Matteo Santaniello | 11                        |
| 5   | Ottobre 2019   | Siamo fantasmi           | Michele Masiero          | Luigi Piccatto, Renato Riccio e Matteo Santaniello | 12                        |
| 6   | Novembre 2019  | Alla fine del giorno     | Michele Masiero          | Luigi Piccatto, Renato Riccio e Matteo Santaniello | 13                        |
| 7   | Dicembre 2019  | Adesso è buio            | Michele Masiero          | Luigi Piccatto, Renato Riccio e Matteo Santaniello | 14                        |
| 8   | Gennaio 2020   | Dissolvenza al sogno     | Michele Masiero          | Luigi Piccatto, Renato Riccio e Matteo Santaniello | 15                        |